# Rechsteineria marchii
Rechsteineria marchii là một loài thực vật có hoa trong họ Tai voi. Loài này được (Wailes ex Hook.) Kuntze miêu tả khoa học đầu tiên năm 1891.